# Franz Seraph Haindl
Franciscus Seraphim (Franz Seraph) Haindl (Wasserburg am Inn, 27 september 1865 - Partenkirchen, 3 december 1931) was een Duits kunstschilder.

## Biografie
Franz Seraphim was geboren in 1865 in Wasserburg als de zoon van Eugen Haindl, een rechter van de Hoge Raad van Justitie in Beieren, Duitsland.
Franz studeerde op nadrukkelijke wens van zijn vader filosofie aan de universiteit van München. Hij nam echter ook stiekem les van een professor in de beeldende kunsten ter voorbereiding van het toelatingsexamen aan de Academie van Beeldende Kunsten aldaar. Hij slaagde in 1890 en confronteerde zijn vader met zijn succes, die hem toen alsnog toestemming gaf schilder te worden. Franz kreeg toen les van onder meer Wilhelm von Diez, alsook van Karl Raupp, die aan de academie 'natuurklassen' gaf. Twee jaar later verliet hij de academie om voor zichzelf te beginnen.
Tegen het einde van de negentiende eeuw legde Haindl zich toe op genrestukken van de Romantische school dat toen in de mode was: scenes uit de dertigjarige oorlog, poserende militairen, bandietenbendes... Hij werkte ook veel aan voorouderlijke portretgalerijen voor de Beierse aristocratie. Hierbij was de adellijke familie von Preysing een grote klant.
Haindl trouwde in 1903 met de Nederlandse Anna Verbeek (1875-1960), kleinkind van W.J.L. Verbeek. Het echtpaar kocht in 1912 een groot huis in de Dreitorspitzstrasze in het idyllische plaatsje Partenkirchen, dat omringd was door de Beierse Alpen, met de Zugspitze en Dreitorspitze als hoogtepunten.

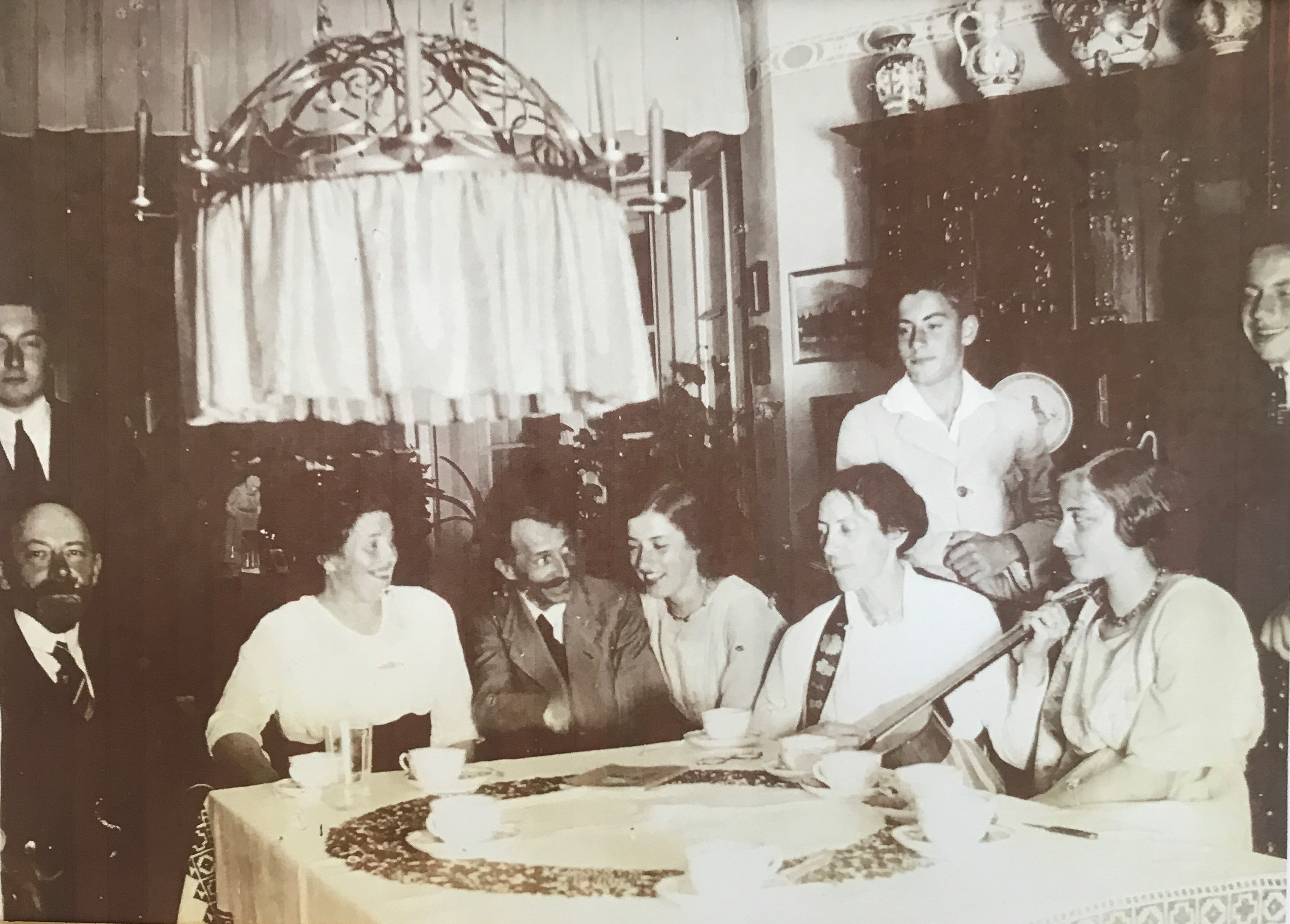
Een feestje in huize Haindl (1922), met Franz Haindl in het midden, en zijn vrouw Anna die de gitaar bespeelde.

Dit huis zouden ze vooral als gasthuis voor de ontvangst van vrienden en familie bestieren, en Franz had er tevens zijn schildersatelier. Het met traditioneel hout en koperwerk geornameerde etablissement alwaar bezoekers en gasten veelal hartelijk ontvangen werden, werd een van de attracties van het toen al toeristische Partenkirchen. Anno 1931 zou nog een door Haindl geschilderde portret van de Generaal Adjudant Graaf Pappenheim het lokaal van het Pappenheimer Schwadron in München sieren.
Haindl deed met zijn vrouw eenmaal Nederland aan en was verkocht aan de welbekende Hollandse "groote luchten" die het Nederlandse landschap markeren. Hij had grote bewondering voor de oude Hollandse meesters, waar hij veel inspiratie uit zou halen. Zijn werken werden sindsdien gekenmerkt door Nederlandse invloeden.
Terwijl zijn werken populair waren in de regio, vonden veel van Haindls werken ook hun weg naar het buitenland. Toch moet het voor Haindl geen vetpot geweest zijn, getuige de recensies die herhaaldelijk met spijt naar de voorgaande eeuw verwezen als zijnde een tijd waarin veel meer aan kunst uitgegeven zou zijn. De vrij geïsoleerde Werdenfelser regio was economisch niet zo zwaar getroffen als andere delen van Duitsland die leden onder de gevolgen van de Grote Depressie, en de Eerste Wereldoorlog, maar de economische situatie stemde ook daar de mensen somber.
De schilder moest derhalve hard werken voor zijn brood. Haindl deed het vrij geraffineerd door zijn klanten in dure hotels op te zoeken met het aanbod hun portret te schilderen. Hij had ook een duurzame zakenrelatie met kunsthandel Riegel die zijn werken voor de verkoop exposeerde, en via welke zijn werk ook gretig aftrek in het buitenland vond.
De zomer van 1931 zou onvermoed Haindls laatste expositie zien. Zijn tentoongestelde werk bevatte onder meer een gewaardeerde portret van Luise Schneier-Dörffel, de leidende kunstenares van deze tentoonstelling. Tevens waren er van Haindl twee landschapschilderijen van de Werdenfelse regio tentoongesteld, alsook een "levendig en vlot geschilderd" portret van een berggids.
Haindl overleed in 1931 op 66-jarige leeftijd in zijn woonplaats. Partenkirchen werd vier jaar later op bevel van Hitler met het naastliggende dorpje Garmisch samengevoegd voor de organisatie van de Olympische Winterspelen van 1936. Het aldus ontstane stadje is sindsdien als Garmisch-Partenkirchen doorgegaan.

## Techniek, stijl, thema's

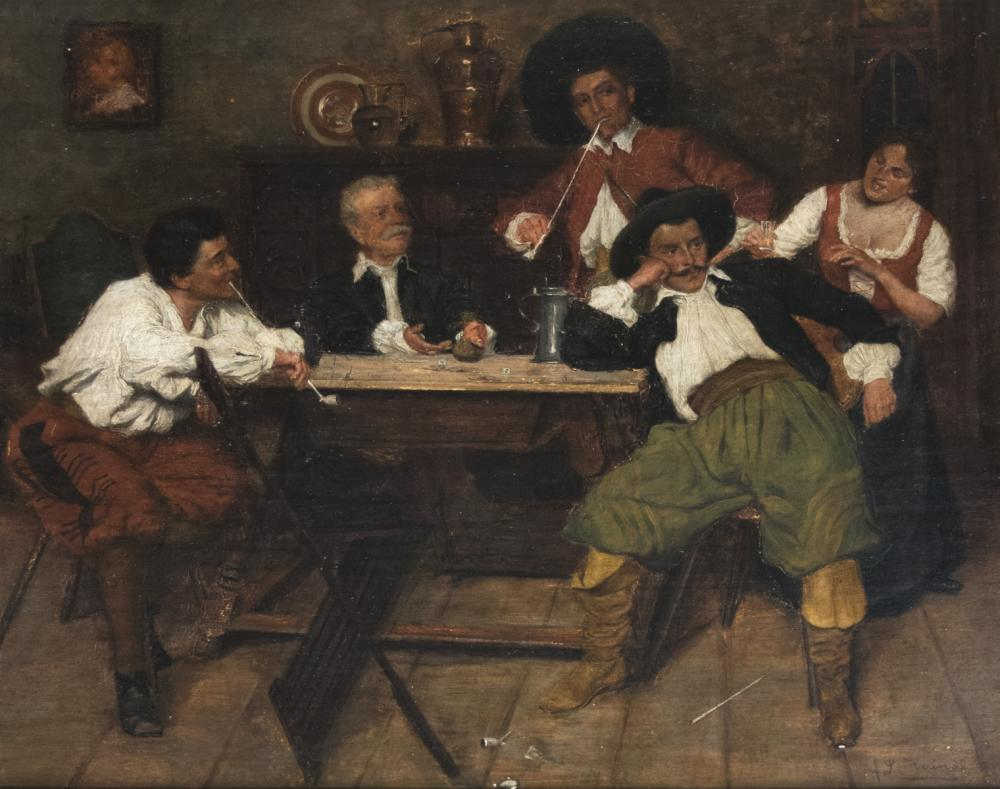
Aan de kroegtafel

In de beginperiode van zijn carrière legde Haindle zich toe op genrestukken van de Romantische school, en het completeren van voorouderlijke portretgalerijen.
Hoewel zijn voorkeur naar het portretteren ging, en hij was hierbij een bewonderaar van de portretschilder Franz von Leinbach, deed Haindl ook landschappen. Het type werk hing echter af van waar brood mee te verdienen was. Dat stuurde hij toch ook wel een beetje aan door zijn cliënten, veelal rijkelui die de toeristische regio aandeden, in hun hotels op te zoeken met het aanbod hun portret te schilderen.
Opgeleid binnen de stroming van de München School, ontwikkelde hij een eigen karakteristieke stijl waarin oog voor detail en het levendige kleurgebruik in het oog springen. Haindls stijl werd daarmee vergeleken met die van Franz von Defregger, een andere exponent van de München school.
Haindl was klein van postuur, wat zijn afkomst zou verhullen, maar in zijn hart was hij een robuuste Beier, trots op zijn land en mensen, goedhartig, gemoedelijk en open. Zijn schilderijen waren dan ook niet beperkt tot de aristocratie, maar bevatten ook taferelen die typisch voor de regio waren. Met name de Partenkirchense personages waren een veelvuldig terugkerende thema. De lokale bevolking herkende zich in zijn werk welke, evenals de schilder zelf, grote populariteit genoot.

## Tentoonstellingen
- 1905: Tentoonstelling in München met andere kunstenaars. Haindl exposeerde er met een portret van een "Hollandse breister" en een interieur.[19]
- 1931: Tentoonstelling met onder meer een portret van Luise Schneier-Dörffel, de leidende kunstenares van deze tentoonstelling, twee landschapsschilderijen van de Werdenfelse regio, en een portret van een berggids.[13]

## Lidmaatschappen

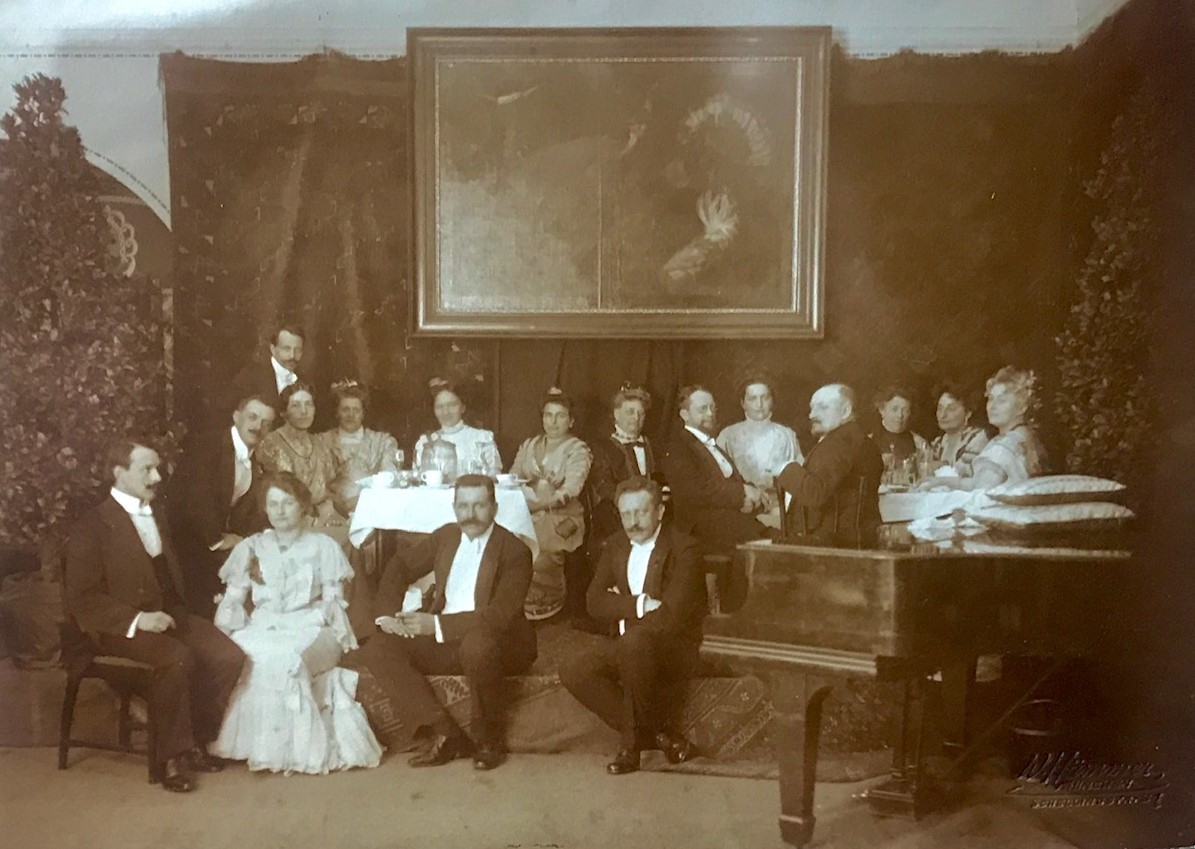
Reunie van kunstenaars, met Haindl staand links in beeld, achter zijn vrouw.

Haindl was lid van het Reichsverband bildender Künstler Deutschlands (RVCK), een beroepsvereniging voor beeldende kunstenaars. Hij was ook een actief lid van de regionale Werdenfels Künstler-Bund.

## Galerij
In onderstaande galerij bevinden zich enkele werken van Franz Seraph Haindl. Zie Lijst van werken van Franz Seraph Haindl voor een uitgebreidere lijst.
| - Enkele werken van Franz Seraph Haindl - Beierse boer - Kinderen - Anna Haindl, gitaarspelend - Zicht op een Alpentop |